# Lizzano (Wein)
Die Bezeichnung Lizzano DOC steht für Rot-, Rosé- und Weißweine aus der süditalienischen Provinz Tarent in der Region Apulien. Teilweise erfolgt deren Ausbau auch als Jungwein („Novello“), Perlwein (Frizzante) und Schaumwein (Spumante). Die Weine haben seit 1988 eine geschützte Herkunftsbezeichnung (Denominazione di origine controllata – DOC), deren letzte Aktualisierung am 7. März 2014 veröffentlicht wurde.

## Anbaugebiet
Der Anbau ist innerhalb der Provinz Tarent gestattet in den Gemeinden Lizzano und Faggiano sowie in Teilen der Gemeinde Tarent.

## Erzeugung
Die Appellation Lizzano sieht folgende Weintypen und deren Rebsorten vor:
- Lizzano Rosato (auch als Novello, Frizzante und Spumante) und Lizzano Rosso: (auch als Novello und Frizzante) müssen zu mindestens 60–80 % aus der Rebsorte Negroamaro hergestellt werden. Maximal 40 % Montepulciano, Sangiovese, Bombino nero, Pinot nero dürfen (einzeln oder gemeinsam) zugesetzt werden. Malvasia nera di Lecce und/oder Malvasia nera di Brindisi dürfen zu maximal 10 % zugesetzt werden.
- Lizzano Bianco: (auch als Frizzante und Spumante) müssen zu mindestens 40–60 % aus der Rebsorte Trebbiano toscano hergestellt werden. Maximal 30 % Chardonnay und/oder Pinot bianco dürfen zugesetzt werden. Des Weiteren dürfen maximal 10 % Malvasia bianca lunga sowie maximal 25 % Sauvignon und/oder Bianco d’Alessano in der Cuvée enthalten sein.
- Lizzano Negroamaro (Rosso und Rosato): müssen zu mindestens 85 % aus der Rebsorte Negroamaro hergestellt werden. Maximal 15 % Malvasia Nera di Lecce, Malvasia Nera di Brindisi, Sangiovese und/oder Pinot nero (einzeln oder gemeinsam) dürfen zugesetzt werden.
- Lizzano Malvasia nera: muss zu mindestens 85 % aus den Rebsorten Malvasia Nera di Lecce und/oder Malvasia Nera di Brindisi hergestellt werden. Maximal 15 % Negroamaro, Montepulciano, Sangiovese und/oder Pinot nero (einzeln oder gemeinsam) dürfen zugesetzt werden.